# Vilmos Varjú

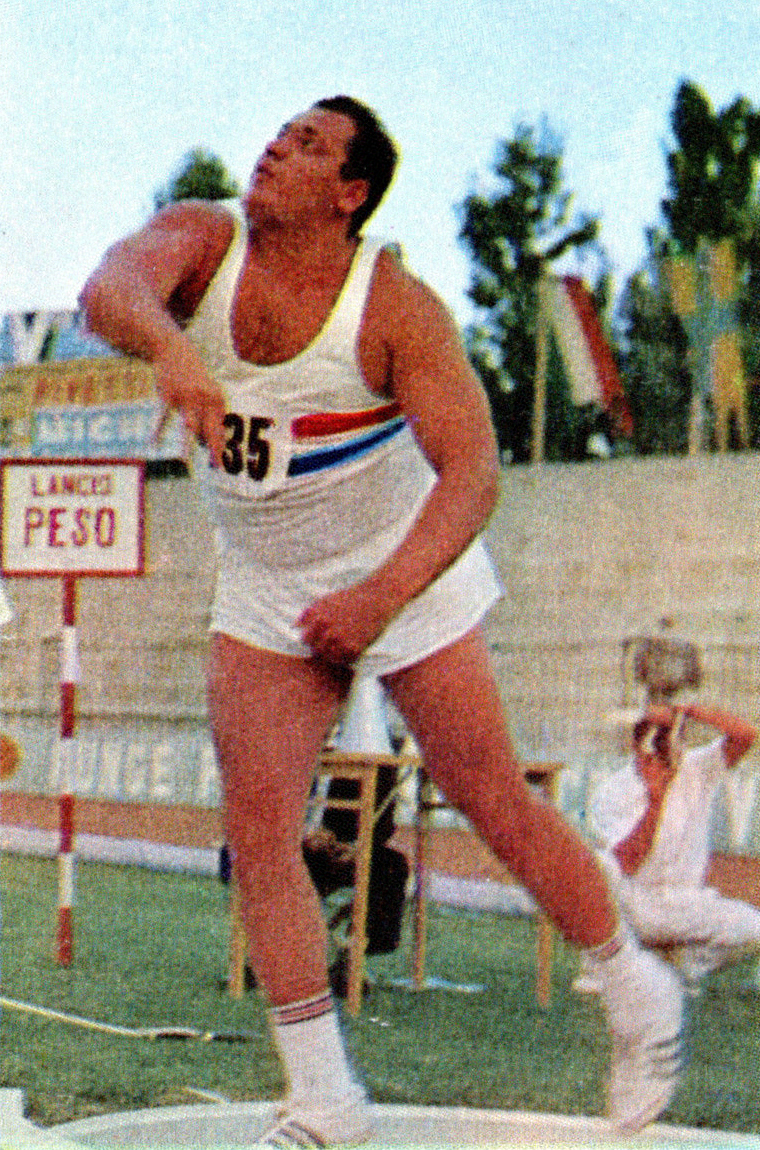
Vilmos Varjú (1966)

Vilmos Varjú [ˈvilmoʃ ˈvɒrjuː] (* 10. Juni 1937 in Gyula; † 17. Februar 1994 in Budapest) war ein ungarischer Leichtathlet. 
Der beste europäische Kugelstoßer der 1960er Jahre war bereits 1958 bei den Europameisterschaften in Stockholm dabei und wurde mit 16,77 Meter Siebter. Er gewann seinen ersten großen Titel bei den  Europameisterschaften 1962 in Belgrad mit 19,02 Meter und 64 Zentimetern Vorsprung auf Wiktor Lipsnis aus der Sowjetunion. 
Bei den Olympischen Spielen 1964 konnte Varjú mit 19,39 Meter Bronze hinter den beiden US-Amerikanern Dallas Long und Randy Matson gewinnen.
1966 siegte er bei den Europäischen Hallenspiele in Dortmund mit 19,05 Meter und achtzig Zentimetern Vorsprung auf Dieter Hoffmann aus der DDR. Im Sommer fanden die Europameisterschaften 1966 in Budapest statt. Vor heimischem Publikum gewann Varjú mit 19,43 Meter erneut überlegen mit 61 Zentimetern Vorsprung auf Nikolai Karassjow aus der Sowjetunion.
In Mexiko-Stadt bei den Olympischen Spielen 1968 erreichte Varjú in der Qualifikation 18,86 Meter und verpasste das Finale um einen Zentimeter. Ein Jahr später bei den Europameisterschaften 1969 in Athen stieß er 18,78 Meter und wurde Siebter.
Bei den Europameisterschaften 1971 in Helsinki erzielte Varjú 19,99 Zentimeter und wurde Vierter mit 5 Zentimetern Rückstand auf Bronze. Sein letztes großes Finale erreichte er bei den Olympischen Spielen 1972 in München. Mit 20,10 Meter belegte er den achten Platz.
Vilmos Varjú war 1958–1960 und 1963–1972 Ungarischer Meister im Kugelstoßen. Er verbesserte den ungarischen Rekord insgesamt 17-mal von 16,63 Meter auf 20,45 Meter, die er 1971 erreichte. Mit 18,67 Meter im Jahr 1960 und 19,62 im Jahr 1966 verbesserte er zweimal den Europarekord.
Bei einer Körpergröße von 1,89 m hatte Varju ein Wettkampfgewicht von 140 kg.